# Puruhá
El puruhá o puruguay és una llengua indígena actualment extinta, que va ser la llengua principal del que actualment és la província de Chimborazo al centre de l'Equador. Va ser la llengua de la mare de l'últim inca independent Atahualpa.

## Aspectes històrics, socials i culturals

### Història
El puruhá és una llengua documentada, encara que és conegut que va ser llengua materna de l'inca Atahuallpa, que era fill de Huayna Capac i d'una dona de la nació puruhá. Encara que naturalment és molt possible que Atahuallpa només degué usar aquesta llengua en contextos reduïts, ja que oficialment la comunicació es duia a terme en quítxua clàssic.

### Ús i distribució
El puruhá d'acord amb les informacions dels primeres cronistes era la llengua principal de l'àrea de Chimborazo al centre de l'Equador. El seu domini lingüístic limitava al sud amb el del cañari, llengua probablement emparentada amb el puruhá. A l'àrea sud de la província de Chimborazo a Alausí i Chunchi la llengua principal era ja el cañari, encara que també hi havia alguns parlants de puruhá. Jijón y Caamaño suggereix que el puruhá també va poder estendre's fins a la regió de Chimbos cap a l'oest (província de Bolívar) encara que aquesta idea és rebutjada per Paz y Miño (1942). La localitat principal dins de l'àrea puruhá era Riobamba. No obstant això, malgrat aquesta ubicació estratègica i la importància històrica del puruhá, la documentació lingüística disponible és realment escassa. Els descendents moderns dels puruhá actualment parlen principalment quítxua i espanyol.

## Classificació
Si bé es coneixen molt poques coses de la llengua puruhá les poques evidències apunten al fet que compartia alguns sufixos toponímics amb el cañari parlat una mica més al sud i l'estructura fonològica d'algunes paraules també apunten que compartia amb el cañari característiques diferents de la resta del llengües de la regió (ocurrència d'oclusives sonores a principi de paraula, existència de /ž/, terminacions -pala, -pud, -bug, -shi). Per aquesta raó es considera que les coincidències són el reflex que molt probablement aquestes llengües estaven emparentades. També se les relaciona amb les llengües barbacoanes.

## Descripció lingüística
El puruhá és una llengua mal coneguda, encara que se sap a la fi del segle XVII es va publicar una gramàtica aquesta està actualment perduda. La principal informació procedeix de antropònims (cognoms familiars) i topònims. Entre els cognoms familiars existeixen moltes acabats en -vigila i -lema, com per exemple Duchicela, el llinatge de la mare de Atahuallpa, Daquilema, el nom d'un rebel Indígena del segle xix.
Els topònims d'origen puruhá sovint acaben en -shi com Pilligshi o San Francisco de Macshi, -tús com Guasuntús, -bug com Tulubug, i fins i tot en terminacions més complexes com -cahuan, -calpi o -tactu. Alguns d'aquests formants a vegades apareixen en combinació amb arrels quítxues com al nom Supaycahuan (quítxua supay 'dimoni').

## Referència
1. ↑  Loukotka, Čestmír. Classification of South American Indian languages.  Los Angeles: UCLA Latin American Center, 1968.
2. ↑  Campbell, Lyle. «Classification of the indigenous languages of South America». A: The Indigenous Languages of South America. 2.  Berlín: De Gruyter Mouton, 2012, p. 59–166. ISBN 978-3-11-025513-3.
3. ↑  Velasco, 1789